# Aziz Behich
Aziz Behich (turc: Aziz Behiç; Melbourne, Austràlia, 16 de desembre de 1990) és un futbolista australià que juga al Bursaspor Kulübü turc i per la selecció australiana a la posició de lateral esquerre. D'ascendència turco-xipriota, Behich és fill d'immigrants xipriotes a Austràlia.